# Neuenhof, Aargau
Neuenhof là một thị trấn ở huyện Baden thuộc bang Aargau ở Thụy Sĩ, nằm trong Thung lũng Limmat (tiếng Đức: Limmattal).